# 菲里科斯·厄马克拉
菲里科斯·厄马克拉（英語：Felix Ermacora，1923年10月13日—1995年2月24日）奥地利知名人权活动家和奥地利人民党成员之一。

## 生平
1956年，厄马克拉在因斯布鲁克大学国际法律学系当一名教授。1964年，他到维也纳大学担任教授。1971年到1990年，他加入了奥地利人民党。1959年到1980年，他在欧洲人权委员会任职。1984年到1987年，他在联合国人权委员会任职。1974年，他担任联合国人权委员会一把手。1984年，他是联合国驻阿富汗特别报告员。1992年，他帮助建立了路德维希·玻耳兹曼研究所。
厄马克拉曾长期在智利、南非、巴勒斯坦、伊朗和阿富汗调查人权状况，是联合国代表团成员。作为欧洲委员会代表团成员，他在阿尔及利亚、希腊、爱尔兰、土耳其和塞浦路斯调查人权。作为一名联合国官员，他长期反对不公正和人权虐待。1991年，他曾代表巴伐利亚政府调查德国种族大屠杀所犯下的罪行。1985年，他调查了苏联军队在阿富汗严重侵犯人权，并且报告给联合国。
1999年，菲里科斯·厄马克拉研究所正式成立。2005年，奥地利建立了菲里科斯·厄马克拉人权奖；同年，菲里科斯·厄马克拉协会在奥地利由奥地利前总理沃尔夫冈·许塞尔建立。
1994年12月，厄马克拉担任联合国驻阿富汗和巴基斯坦代表团成员的时候出现病痛，1995年，厄马克拉因病去世。
1999年，「菲里科斯·厄马克拉」研究所成立。2005年，奧地利人民黨創立「菲里科斯·厄马克拉人權獎」；同年，「菲里科斯·厄马克拉協會」成立，並由奧地利前總理沃爾夫岡·許塞爾任主席。

## 作品
- Handbuch der Grundfreiheiten und der Menschenrechte, 1963
- Allgemeine Staatslehre, 2 vol., 1970
- Österreichische Verfassungslehre, 2 vol., 1970/80
- Grundriß der Menschenrechte in Österreich, 1988
- Die Entstehung der Bundesverfassung, 5 vol., 1986–93
- Menschenrechte in der sich wandelnden Welt, 3 vol., 1974–94
- Menschenrechte ohne Wenn und Aber. Erlebnisse und Begegnungen, 1993

## 奖项
| 年份 | 作品 | 奖项           | 是否得奖 | 备注  |
| ---- | ---- | -------------- | -------- | ----- |
|      |      | 联邦十字勋章   |          |       |
|      |      | 法国国家勋章   |          |       |
|      |      | 瑞典北极星勋章 |          |       |
|      |      | 欧洲人权奖     |          | [ 4 ] |